# Powiat nowosolski
Powiat nowosolski är ett distrikt (powiat) i västra Polen, beläget i sydöstra delen av Lubusz vojvodskap. Huvudort och största stad är Nowa Sól. Befolkningen uppgick till 87 986 invånare år 2012. Distriktet grundades i den stora polska administrativa reformen 1999 och fick sina nuvarande gränser år 2002, då Powiat wschowski bröts ut ur det dåvarande Powiat nowosolski.

## Administrativ kommunindelning
Powiatet har sammanlagt åtta kommuner, varav en stadskommun, tre kombinerade stads- och landskommuner och fyra landskommuner.

### Stadskommun
- Nowa Sól

### Stads- och landskommuner
- Bytom Odrzański
- Kożuchów
- Nowe Miasteczko

### Landskommuner
- Kolsko
- Gmina Nowa Sól, Nowa Sóls landskommun
- Otyń
- Siedlisko